# Шаталово-1
Шаталово-1 — посёлок в Починковском районе Смоленской области России. Входит в состав Шаталовского сельского поселения. 
Расположена в центральной части области в 9 км к югу от Починка, в 2 км восточнее автодороги А141 Орёл — Витебск, на берегу реки Свеча. В 2 км северо-восточнее посёлка расположена железнодорожная станция Энгельгардтовская на линии Смоленск — Рославль.

## История
В годы Великой Отечественной войны посёлок был оккупирован гитлеровскими войсками в июле 1941 года и освобожден в сентябре 1943 года.